# Élections locales kazakhes de 2023
 (décembre 2023).
Les élections locales kazakhes de 2023 ont lieu le 19 mars 2023 afin de renouveler les conseillers régionaux et municipaux du Kazakhstan.
Les élections, organisées en même temps que les élections législatives, introduisent un changement du système électoral : les conseillers régionaux et municipaux ne sont plus intégralement élus au scrutin proportionnel plurinominal. Un système mixte voit la moitié des sièges élus à la proportionnelle, et l'autre moitié au scrutin majoritaire uninominal.